# Néoplasie
 Mise en garde médicale

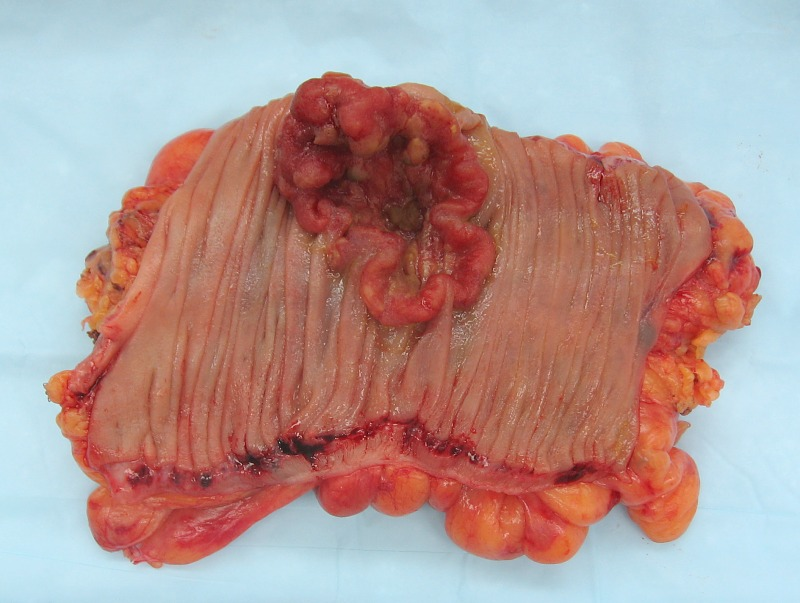
Cancer colorectal : exemple de colectomie avec néoplasme malin ayant commencé à envahir l'intestin (carcinome ; la forme rouge en cratère à bords irréguliers est la tumeur).

Le terme néoplasie (littéralement : nouvelle croissance) désigne une formation nouvelle — le néoplasme — qui se développe par prolifération cellulaire et qui présente une organisation structurale et une coordination fonctionnelle faible, voire nulle, avec le tissu environnant. Le mot « néoplasme » est le terme utilisé en médecine pour désigner une tumeur ou un cancer.
Un journal scientifique consacré à la recherche oncologique porte le nom de Neoplasia.

## Typologies
Elle forme une masse tissulaire distincte qui peut être :
- soit bénigne, elle est alors le plus souvent d'évolution lente et limitée et peut être traitée par résection ;
- soit maligne, elle est alors progressive, proliférante, infiltrante, disséminante, récidivante, plus difficilement traitable et potentiellement fatale.

## Origines
Les néoplasies peuvent être dues à des mutations aléatoires (dont dues au vieillissement), des facteurs génétiques, environnementaux (exposition à des produits cancérogènes) ou endocriniens (perturbateurs endocriniens notamment).

## Diagnostic
Le diagnostic se fait par :
- l'interrogatoire ;
- l'examen clinique ;
- la biologie ;
- la cytogénétique ;
- l'imagerie et l'anatomopathologie.

Chez les adultes, les dermatomyosites (nécroses cutanées) sont fréquemment (dans 15 à 50 % des cas) associées à une néoplasie (on parle de « dermatomyosite paranéoplasique »). Les dermatomyosites de l'adulte doivent inciter à rechercher un cancer sous-jacent.
Pour Sorensen et al., les FPI (fièvres prolongées inexpliquées) sont un marqueur de néoplasies occultes.